# Ti chiedo onestà
Ti chiedo onestà è il quarto album del cantante italiano Aleandro Baldi, pubblicato nel 1994 dall'etichetta discografica Ricordi.

## Descrizione
L'album viene pubblicato in concomitanza con la vittoria di Passerà al Festival di Sanremo di quell'anno.
Nel disco è presente anche Perché, brano presentato due anni prima da Fausto Leali alla manifestazione citata, composto da Giancarlo Bigazzi e lo stesso Baldi, che in questo lavoro lo ripropone con la partecipazione di Danilo Amerio.

## Tracce
1. Passerà
2. Sarajevo
3. Come le stagioni
4. Il ragazzo solitario
5. Perché
6. Ti chiedo onestà
7. Il mondo degli altri
8. Giorni
9. Record
10. Francesco

## Formazione
- Aleandro Baldi – voce
- Riccardo Galardini – chitarra acustica, mandolino
- Adolfo Broegg – santur
- Bruno Zucchetti – pianoforte, cori
- Marco Falagiani – tastiera, pianoforte, Fender Rhodes, organo Hammond
- Carmelo Isgrò – basso
- Paolo Bianchi – batteria
- Marco Battaglioli – percussioni, timpani
- Luciano Mitillo – contrabbasso
- Vittorio Piombo – violino
- Roberto Molinelli – viola
- Tiziano Castelvetro – violoncello
- Massimo Barbieri – sassofono soprano
- Francesca Balestracci, Serena Balestracci, Massimo Rastrelli, Francesca Alotta, Laura Landi, Leonardo Abbate, Mauro Mengoli, Danilo Amerio  – cori

## Classifiche

### Classifiche settimanali
| Classifica (1994) | Posizione massima |
| ----------------- | ----------------- |
| Italia            | 9                 |